# Brockhaus-Souvenir
In den Jahren 1985 bis 1991 erschien im Verlag VEB F.A.Brockhaus in Leipzig die Buchreihe Brockhaus·Souvenir. Die Bücher präsentierten vorwiegend Sehenswürdigkeiten in der DDR; vereinzelt wurden auch Orte in anderen Ostblockstaaten und in Westdeutschland thematisiert.
Die ersten drei Bände Berlin, Meißen und Prager Altstadt wurden im Juni 1985 im Restaurant Vincenz Richter in Meißen präsentiert. Der Preis pro Buch betrug 10 Mark.
Die Bücher haben das Format 13 × 21 cm und enthalten einen erläuternden Textteil gefolgt von einem umfangreichen Bildteil mit Farbfotografien. Sie sind durch ein einheitliches Layout mit je einem großen Foto auf der Vorder- und Rückseite des Einbands auf braunem Hintergrund gekennzeichnet, sie haben einen kartonierten Einband/Hardcover.
Textlich werden auf bis zu 20 Seiten detailliert die Sehenswürdigkeiten und Besonderheiten der jeweiligen Lokation beschrieben, der Bildteil enthält auf bis zu 70 Seiten dazugehörige Abbildungen als Farbfotografien in guter Druckqualität von Gebäuden, Denkmalen, Landschaften, Pflanzen u. a. m. Die Fotografien sind durchnummeriert und mit einer Kurzbeschreibung versehen, sie stammten z. T. von bekannten Fotografen der damaligen DDR, u. a.:
- Harry Hardenberg
- Gerhard Kiesling[2]
- Harald Kirschner
- Hassan Mahramzadeh
- Roger Rössing[3][4]

Die Buchreihe umfasste 50 Titel. Davon listet die Staatsbibliothek zu Berlin 44 Bände. Die auf den Titel- und Rückseiten abgebildeten Fotos können hier nicht publiziert werden, da entsprechende Rechte fehlen, aber es kann aus frei verfügbaren Fotos eine ähnliche Aufnahme der Lokationen gezeigt werden.

## Liste der erschienenen Bücher
| Titel                          | Jahr | Fotografen             | Textliche Beschreibung Einbandfoto Vorderseite                                                                     | Textliche Beschreibung Einbandfoto Rückseite |
| ------------------------------ | ---- | ---------------------- | --- | --- |
| Balaton                        | 1989 | E.Rácz                 | Jachthafen von Tihany                                                                                              | Weinbauernhaus am Fuß des Badacsony |
| Bautzen                        | 1989 | R.&R.Rössing           | Das türmereiche Bautzen                                                                                            | Ritter Dutschmann und der Rathausturm |
| Berlin                         | 1985 | G.Kiesling             | | |
| Historisches Berlin            | 1987 | H.-J.Boldt             | | |
| Dessau                         | 1988 | P.Kühn                 | | |
| Dornburger Schlösser           | 1986 | R.&R.Rössing           | Die Dornburger Schlösser hoch über der Saale                                                                       | Blick in die Rosenlaube |
| Dresden                        | 1990 | R.&R.Rössing           | | |
| Dresdner Zwinger               | 1985 | K.-H.Böhle             | Das Glanzstück des Zwingers, der Wallpavillon                                                                      | Flötespielende Steinfigur an der Stadtseite des Deutschen Pavillons                                                                                   |
| Dübener Heide                  | 1989 | G.Hopf                 | | |
| Eisenach                       | 1989 | G.Hopf                 | | |
| Um Fichtelberg und Klinovec    | 1987 | S.Liebe                | Marktplatz und Kurort Oberwiesenthal                                                                               | Am Fichtelberghaus |
| Fischland Darß Zingst          | 1986 | K.-J.Hofer             | Blick vom Wustrower Kirchturm über Fischland zur See                                                               | Fischland zwischen Wustrow und Niehagen |
| Frankfurt am Main              | 1991 |                        | | |
| Frankfurt (Oder)               | 1988 | K.-H.Köhler            | | |
| Freiberg                       | 1990 | W.Reinhold,W.Grahl     | Brunnendenkmal auf dem Markt. Das Bronzestandbild des Markgrafen Otto von Meißen schuf Georg Kröne 1898            | Bergmannskanzel im Dom: Steiger in Paradepracht |
| Greifswald                     | 1988 | H.Hardenberg           | | |
| Halle                          | 1988 | G.Große                | | |
| Hannover                       | 1990 | H.Mahramzadeh          | | |
| Jena                           | 1989 | R. & G. Linde          | Das historische Rathaus mit dem Universitäts-Hochhaus                                                              | Wettinisches Prunkwappen am Treppenturm im „Collegium Jenense“                                                                                        |
| Leipzig                        | 1989 | M.Nitzschke,G.Hopf     | Den Sachsenplatz schmücken drei Bunnenplastiken aus Stahl, die Harry Müller 1972 schuf                             | Fassade des Konsument am Brühl |
| Leipziger Zoo                  | 1987 | K.-J.Hofer             | | |
| Leningrader Newski Prospekt    | 1988 | L.Willmann             | Newski-Prospekt Nähe Ostrowski-Platz mit Komödien-Theater                                                          | Säulengalerie der Kasaner-Kathedrale |
| Mansfelder Land                | 1987 | G. Renker              | Halde des Bergbaus                                                                                                 | Blick zum Schloß Seeburg |
| Meißen                         | 1985 | W.Reinhold,W.Grahl     | Blick über die Elbe zum Burgberg                                                                                   | Turm der Frauenkirche im Vordergrund Wirtshauszeichen von »Vincenz Richter«                                                                           |
| Mühlhausen                     | 1989 | S. Liebe               | | |
| Schloß Moritzburg              | 1991 |                        | | |
| Moskauer Kreml und Roter Platz | 1987 | K.-H.Kraemer           | Mit 20 Türmen ist die Kreml-Mauer bewehrt, darunter Konstantin-Jelena-Turm, Nabat-Turm, Zarenturm und Spasski-Turm | Spasski-Turm |
| Musikwinkel                    | 1985 | K.-H.Blei              | Konzert des Kammerorchesters Markneukirchen im Innenhof des Musikinstrumenten-Museums                              | Blick auf Klingenthal |
| Naumburg                       | 1990 | H.Kirschner            | | |
| Orava                          | 1990 | K.-H.Bochow            | | |
| Prager Altstadt                | 1985 | R.&R.Rössing           | | |
| Prager Burg und Kleinseite     | 1992 | J.&I.Doležal           | | |
| Prager Gärten                  | 1987 | J.&I.Doležal           | | |
| Pillnitz                       | 1990 | S.Schmidt              | | |
| Radebeul und die Lössnitz      | 1986 | S.Schmidt              | Blick von Schloß Wackerbarths Ruhe zum Belvedere                                                                   | Abend an der Elbe bei Serkowitz |
| Rostock                        | 1990 | H.Hardenberg           | | |
| Sanssouci                      | 1991 |                        | | |
| Spielzeugland Seiffen          | 1989 | W.Reinhold             | | |
| Semperoper Dresden             | 1988 | G.Ackermann, S.Thienel | Die Semperoper in Festbeleuchtung                                                                                  | Aufgang zum 1. Rang |
| Spreewald                      | 1987 | S.Kraemer              | Kahnfahrt auf der Hauptspree                                                                                       | Lübbenau: Am Hafen der Freundschaft |
| Stralsund                      | 1987 | N.&H.Hardenberg        | | |
| Suhl                           | 1986 | G.Hopf                 | Abendstimmung am Herrenteich                                                                                       | Blick vom Ringberg auf die Stadt |
| Wartburg                       | 1987 | R.&R.Rössing           | Die Wartburg vom Karthausgarten aus                                                                                | Vorderer Burghof mit Nürnberger Erker |
| Weesenstein und Müglitztal     | 1990 | R.&R.Rössing           | Schloß Weesenstein                                                                                                 | Müglitztal im Frühling |
| Weimar                         | 1985 | G.&R.Linde             | | |
| Wernigerode                    | 1986 | K.-H.Böhle             | Blick zum Feudalmuseum Schloss Wernigerode                                                                         | Figurenschmuck am Rathaus |
| Westböhmische Bäder            | 1986 | S.Liebe                | | |
| Wörlitzer Anlagen              | 1989 | P.Kühn                 | Kanalansicht des Gotischen Hauses                                                                                  | Rousseau-Insel |
| Zschopautal                    | 1989 | W.Thomas               | | |
| Zwickau                        | 1989 | G.Hopf                 | Das Gewandhaus, 1522/25 von Friedrich Schultheiß erbaut                                                            | Der Pulverturm – einst Bestandteil der Befestigungsanlagen aus der 2. Hälfte des 15. Jahrhunderts – diente bis 1805 der Aufbewahrung von Schießpulver |